# O Contador de Areia
O Contador de Areia (em grego:  Αρχιμήδης Ψαµµίτης, Archimedes Psammites) é um trabalho de Arquimedes, um antigo matemático grego do século 3 a.C., no qual ele se propôs a determinar um limite superior para o número de grãos de areia que cabem no universo. Para fazer isso, ele teve que estimar o tamanho do universo de acordo com o modelo contemporâneo e inventar uma maneira de falar sobre números extremamente grandes. A obra, também conhecida em latim como Archimedis Syracusani Arenarius & Dimensio Circuli, que tem cerca de oito páginas traduzidas, é endereçada ao rei siracusano Gelão II (filho de Hiero II), e é provavelmente a obra mais acessível de Arquimedes; em certo sentido, é o primeiro artigo expositivo de pesquisa.